# Brestov nad Laborcom
Brestov nad Laborcom és un poble i municipi d'Eslovàquia. Es troba a la regió de Prešov, al nord del país.

## Història
La primera referència escrita de la vila data del 1434.

## Demografia
| Godina             | 1994 | 2004    | 2014    | 2024    |
| ------------------ | ---- | ------- | ------- | ------- |
| Nombre de persones | 90   | 68      | 105     | 130     |
| Diferència         |      | −24,44% | +54,41% | +23,80% |

| Godina             | 2023 | 2024   |
| ------------------ | ---- | ------ |
| Nombre de persones | 127  | 130    |
| Diferència         |      | +2,36% |